# Centro Velico Caprera
 (juillet 2025).
Le Centro Velico Caprera (CVC) est une des plus anciennes écoles de voile italienne, et une des plus grandes de la mer Méditerranée. Depuis sa fondation en 1967 l'école a totalisé plus de 100 000 élèves. Le siège social se trouve à La Maddalena et le siège opérationnel est situé sur l'île de Caprera, dans l'archipel de La Maddalena. C'est une association sans but lucratif et une membre de l'ISSA (International Sailing School Association.

## Histoire du CVC
L'école a été créée en 1967 par Vittorio di Sambuy et Marco Notarbartolo de Sciara, à l'époque président de la Section de Milan de la Ligue Navale Italienne, qui ont obtenu la concession du terrain sur lequel est né le Centre de l'Amiral Alessandro Michelagnoli, à l'époque Chef d'État Major de la Marine Militaire Italienne. Franco Brambilla, président du Touring Club Italien, s'est associé en garantissant le support organisationnel et administratif du Touring Club. Enfin Guido Colnaghi, qui représentait en Italie l'association française de l'École des Glénans, a fourni l'esprit et l'enseignement qui a toujours distingué le caractère du Centro Velico Caprera. En 1976 L'Association Élèves a rejoint les deux fondateurs - Ligue Navale Section de Milan et Touring Club.

## Objectif de l'école et parcours didactique
Le premier objectif du Centro Velico Caprera, « école de mer et de voile », est la connaissance et l'apprentissage des bases de la formation de voile, à travers l'entraînement et l'expérimentation pour une croissance en sécurité. L'école a aussi l'objectif de donner à l'élève les principes d'une conscience de la mer, fondamentale pour une successive navigation hauturière. Pour cela l'organisation de la vie dans la base et de l'activité didactique est modelée pour faire comprendre à l'élève la vie de l'équipage.
Le parcours didactique s'articule sur trois niveaux :
- 1er niveau : initiation dériveur ou petit cabin-cruiser ;
- 2e niveau : pré croisière sur cabin-cruiser ou perfectionnement sur dériveur sportif ;
- 3e niveau : croisière sur cabin-cruiser, high performance sur monotype de 8 mètres ou dériveur avancé sur semi skiff.

## L'établissement de Caprera
Le CVC se trouve du côté sud-occidental de l'île de Caprera, entre Punta Coda et le golfe du Port Palma et il est constitué de 3 bases. Du côté de Punta Coda, où se trouvent les élèves de l'initiation dériveur, il y a les bâtiments militaires utilisés comme dortoirs, les salles de classe, la cantine et les salles de bains. La deuxième base se trouve au-dessous du mont Fico et elle accueille les élèves de dériveur avancé. La troisième et dernière base se trouve sur la berge Ouest du Port Palma, où se déroulent les cours d'initiation cabin-cruiser et pré croisière. Il y a aussi une charpenterie pour la manutention des bateaux, une voilerie et un atelier mécanique.

## La vie en base
Chaque journée au CVC est rythmée par les horaires qui doivent être respectés par tous les membres de la communauté. La journée typique est composée de cours théoriques et pratiques, entrecoupés par les repas. Aux élèves on demande une journée (ou une demi-journée pendant les cours hebdomadaire) à dédier à la manutention de la base et à la collaboration en cuisine.

## Les moniteurs
Les moniteurs sont bénévoles et ils sont choisis entre les meilleurs élèves de l'école. Après la sélection, qui arrive avec l'évaluation des capacités techniques et interpersonnelles, il faut réussir les cours de formation qui se déroulent pendant le printemps et l'automne. Les niveaux prévus dans les cours de formation didactique du CVC sont :
- Aidant de Voile (AdV)
- Moniteur (Is)
- Chef de Bateau (CB)

Pour chaque cours un moniteur responsable est nommé le Chef du Tour (CT).
La base est dirigée par le Chef de Base.
À ceux-ci s’ajoute un Assistant du Tour (AT) qui coordonne les élèves dans l'organisation de la collaboration en cuisine et le nettoyage.

## La flotte
Les bateaux actuellement utilisés (2014) dans la base de Caprera sont :
- Initiation dériveur
  - 17 Laser Bahia
  - 35 Laser 2000
  - 11 Topaz Argo
- Initiation sur Cabin-cruisier
  - 6 Dehler 25
- Perfectionnement dériveur
  - 12 Laser Vago
- Pré croisière
  - 6 first 25.7
  - 3 SunFast 3200
- Troisième niveau dériveur
  - 4 RS 500
- High performance
  - 2 J80
- Croisière
  - 2 First 40.7
- Sécurité
  - 12 bateaux à moteur